# ニューヨーク州立大学ビンガムトン校
ニューヨーク州立大学ビンガムトン校/ビンガムトン大学（英語: The State University of New York at Binghamton/ Binghamton University）は、ニューヨーク州ヴェスタルに本部を置くアメリカ合衆国の州立大学。1946年創立、1946年大学設置。大学の略称はビンガムトン大学（SUNY-BU）。
同校は全米の州立大学のうちアイビーリーグと同等の教育を受けられる名門大学群を指すパブリック・アイビー (Public Ivy)の一つに数えられる。またニューヨーク州立大学機構に所属する大学の中では最難関校の一つに数えられており、 その一方で比較的安価な学費で質の高い教育研究を受けられる"トップバリューな州立大学"としてプリンストンレビューにて例年全米トップ10入りを果たしている。学生数は学部生・大学院生合わせて15,000人ほどである。

## 概要

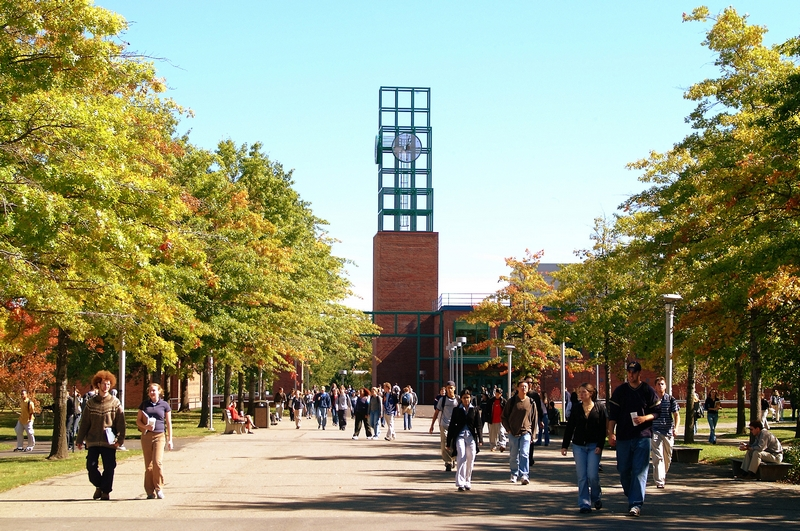
キャンパス内

ビンガムトン大学はニューヨーク市から北西200kmほどの小都市にあり、そのキャンパスは3.6km²で皇居の3倍以上になる。同校には6つの専門スクールが存在し現在約12,000人以上の学部生と3,000人近くの大学院生が在籍している。全体の学生数の内、約2000人は留学生であり、留学生の出身国はおよそ90ヶ国にのぼる。 同校の頭文字をとって「BU (SUNY･BU)」または、「BING」と表記される場合もある。大学の色は緑と白で、マスコットはBearcat（Bearcatはレッサーパンダであるが英語の意味上「勇敢な人（動物）」に転じる）。経済規模は5,200万ドル（約60億円）。2011年11月から7代目大学長として、Harvey G. Stenger, Jrが迎えられた。2016年度秋学期には2,600名の新入生枠に36,696人が出願し、入学者のSATスコア中央値は1800-2060、 ACTスコア中央値は26-31であり、高校でのGPA中央値は3.3-3.9(4.00満点)であった。Barron's Profiles of American Colleges 2009年度版によれば、ビンガムトン大学の入学難易度はカリフォルニア大学バークレー校、ミシガン大学アナーバー校、ボストン大学などと並び"Highly Competitive Plus"に設定されている。

## 歴史

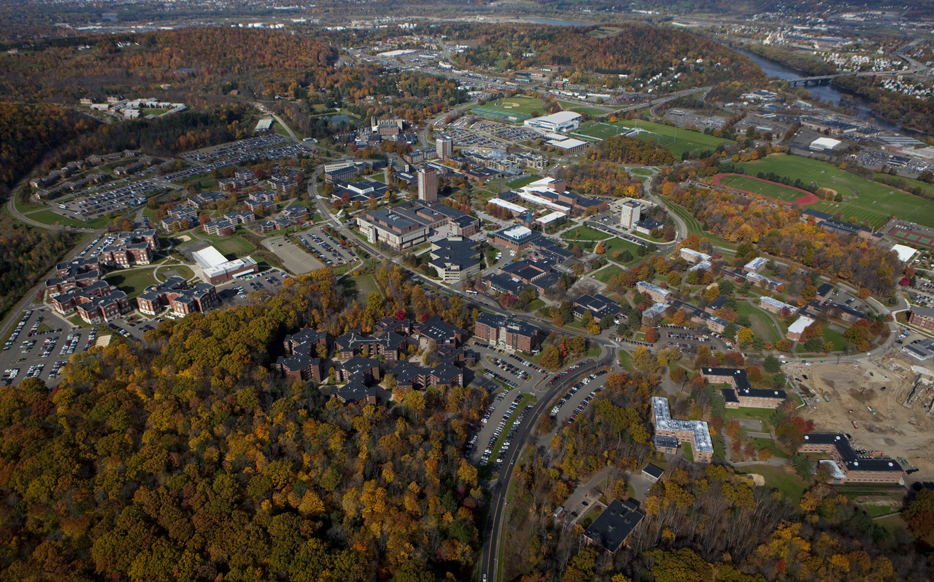
キャンパス全体

- 1946年：第二次世界大戦後帰還して復員する軍人を受け入れる目的と必要性によってTriple Cities Collegeが設立された。同校はニューヨーク州ブルーム郡エンディコット村に私立シラキューズ大学の分校としての開校となった。
- 1950年：ニューヨーク州立大学機構に組み込まれた時の名前はハーパー・カレッジ (Harpur College)。これは植民地時代に生きた教師でビンガムトン地域の開拓者であったロバート・ハーパーに因んで名付けられたものだった。ニューヨーク州立大学機構の中に現在あるストーニーブルック校、アルバニー校、バッファロー校の4つの総合大学 (University Center) の中では同校が最も早く同機構に組み込まれた。
- 1954年：同校は現在のキャンパスが位置するヴェスタル市に大規模な移転を行う。387エーカーもの広大な土地は大学の将来を見込んで地元の農民達から購入した。元のキャンパスに存在した植民地記念講堂は現在もエンディコット村の歴史などを紹介するビジターセンターになっている。
- 1965年：ニューヨーク州立大学機構内で同校が総合大学の一つに選出されたことから、名前を現在のThe State University of New York at Binghamtonとする。その後いくつかの大学を吸収するもハーパー・カレッジの基礎であったリベラル・アーツ・カレッジとしての特性を保ち続けた。
- 1992年：「ビンガムトン大学」という名称を使い始め、それがポピュラーな名称となり、現在ではSUNY-BU、SUNY-Binghamtonという略称が使用される。ハーパー・カレッジの名称は現在でも大学の内部システムで使用されており60%の学生が学んでいる。

### トーマス・J・ワトソンの存在
IBMの初代社長で大富豪だったトーマス・J・ワトソンはビンガムトン大学の設立に大きく関与した。エンディコット村にIBMの起源となった事業所の一つがあったこともあり、近くで生まれたワトソンは同地域に大きな可能性が秘められていることを信じ、1940年代前半に地元の議員達と大学の開設を企画し、同社が使用していたエンディコット村の土地を寄付した。それがTriple Cities Collegeとなり、後のハーパー・カレッジ、ビンガムトン大学に繋がった。大学のキャンパスは1954年にヴェスタル市へ移転したが、ワトソンは大学設立の恩人として記憶され、1967年には先端技術研究科が設置され、1983年にはThomas J. Watson School of Engineering and Applied Science（トーマス・J・ワトソン応用科学研究科）となった。

### 現在のビンガムトン大学
2,000億円以上の資産を持つニューヨーク州立大学機構からの援助で、ビンガムトン大学のキャンパスには大小120もの校舎があり、最新の学生寮、大学スポーツなどのイベントが実施される多目的ホールなどが設置されている。2007年には、ビンガムトン市のダウンタウンにあるビンガムトン大学ダウンタウン・センターに、新たな競技場、その他2つの学生寮、体育館、学生会館、科学研究所などが設置された。キャンパスはサスケハナ川の南側に3.6 km²（887エーカー）の広大な土地を有し、190エーカーの自然保護区と湿地帯、6エーカーの湖（沼）を含む。2,900万ドルをかけて新たに設置した大学ダウンタウン・センターが現在建設中であり完成するとthe College of Community and Public Affairsの新たな校舎として使用される予定。
同校のスポーツチーム「Bearcats」（旧Colonials）は全米大学体育協会NCAAのディヴィジョン1に属している。
スポーツチームは以下である。
・野球・ソフトボール・サッカー・バスケットボール・クロスカントリー・ラクロス・スイミング・ゴルフ・バレーボール・陸上競技・レスリング
ほとんどのチームは男子、女子と2チームあるが、野球・ゴルフ・レスリングは男子のみ、ソフトボール・バレーボールに関しては女子のみとなっている。

## 教育研究部局・専攻
Bは学士 (Bachelor)、Mは修士 (Master)、Dは博士 (Doctor)。

### Harpur College of Arts and Sciences
最も歴史が古く大きな教育研究部局で約7,500名の学部生、1,000人強の大学院生が学んでいる。
- 芸術学 B
- 芸術史 B
- 映画学 B
- 音楽 B M
- 演劇 B M
- 近東歴史学 B
- 比較文学 B M D
- 言語学 B
- ESL

- 英文学修辞学 B M D
- ドイツ語 B
- ロシア語 B
- 東アジア言語 B
- ユダヤ学 B
- アフリカ学 B
- 哲学 B M D
- ロマンス語文学 B M

- 化学 B M D
- 生化学 B
- 生物科学 B M D
- 心理学 B M D
- 心理生物学 B
- 地質環境科学 B M D
- 材料工学 M D
- 数学 B M D

- 物理学 B M
- 応用物理学 B M
- 天文学 B M
- 文化人類学 B M D
- 経済学 B M D
- 地理学 B M
- 歴史学 B M D
- 政治学 B M D
- 社会学 B M D

- 女性学 M D
- 中世世界学 B
- アジア-アメリカ学 B
- 環境学 B
- ラテンアメリカ・カリビアン学 B
- 中東･北アフリカ学 B
- ロシア・東ヨーロッパ学 B
- 通訳

### The School of Management

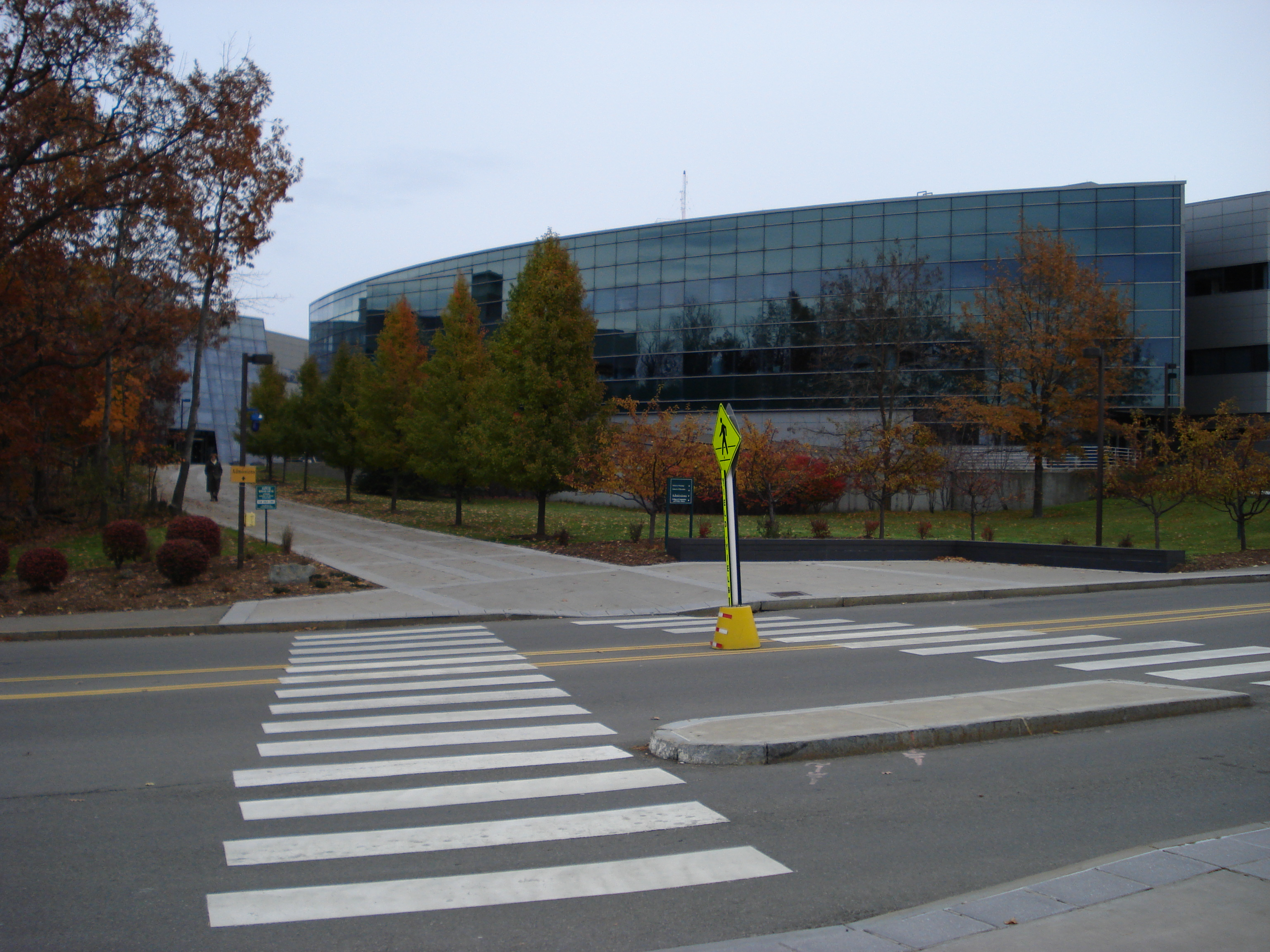
School of Management

1970年に発足したBinghamton University School of Managementは2012年時点で1,369人が在籍する、BUの中でも合格率約24%、平均SATスコア1600点中1346点の最も難易度の高いビジネス専門スクールである。2011年にSchool of ManagementはBusiness Week紙面上において全米公立大学13位、全米ビジネススクール37位にランクづけされ、 ニューヨーク州内のビジネススクール学士課程においては私立のコーネル大学、ニューヨーク大学に次ぐ第3位にあたる。SOMは、主に会計学部と経営学部に分かれ、経営学部生は、入学後広く経営学を学ぶと共にそれぞれが自身にあった専門分野を以下の9分野から選ぶこととなる。
- General Management 一般経営学専攻
- Entrepreneurship 起業学専攻
- Leadership & Consulting コンサルティング＆リーダーシップ理論専攻
- Finance 金融学専攻
- Quantitative Finance 金融工学専攻
- Marketing マーケティング専攻
- Management Information Systems 情報経営学専攻
- Global Management 国際経営学専攻
- Supply Chain Management サプライチェーン経営学専攻

また、会計学部では5ヵ年修士プログラムが実施されており、学部4年、修士課程1年の計5年間で学士・会計修士の両学位を取得できると共に、米国公認会計士CPAやBig 4と呼ばれる4大大手会計事務所に数多くの卒業生を輩出している。学部内のプログラムには、PricewaterhouseCoopers Scholars Programと呼ばれる在学中の成績優秀者による現在プライスウォーターハウスクーパースに勤める先輩卒業生をゲストに迎えた交流会や、Ernst & Young's Mentor Programと呼ばれる現在アーンスト・アンド・ヤングに勤める卒業生による就職アドバイスなど大手会計事務所との繋がりも強い。
- 経営学 B M D
- 会計学 B M D

### Thomas J. Watson School of Engineering and Applied Science
現在最も進化している学門であり、最先端科学、ナノテクノロジーなどは学会からもその功績をたたえられている。6,000万ドル（約70億円）程の研究費、施設費が州より出資される予定。同学門に通う生徒は1年生の時から専用の図書館、コンピュータールームを使用できるという待遇を取っている。
- コンピュータ・サイエンス B M D
- コンピュータ・エンジニアリング B M D
- 電子工学 B M D
- 機械工学 B M D
- 産業システム工学 B M D
- 生物工学 B M D

### The College of Community and Public Affairs
the School of Education and Human Developmentが2006年7月に改名。約400名の学部生と300名の大学院生が学ぶ小規模な教育研究部局である。
- 教育学 B M
- 行政学 B M

### The Decker School of Nursing
1969年に創設され、約400名の学部生、100名弱の大学院生が学ぶ校内で最も小規模な看護学専門の教育研究部局である。同学門の学生の11％が男子学生で全米平均の8％に比べるとやや多い。
- 看護学 B M D

### The School of Education
The College of Community and Public Affairsから分離し2006年に創立された。教育学専門大学院。
- 教育学 M D

## 研究所
ビンガムトン大学は有数の研究機関であり「ニューヨーク州の卓越した研究機関」を宣言している。他大学の研究に対する影響も大きく下記はその抜粋である。
- Philosophy, Interpretation and Culture (PIC)：1979年、哲学科のスティーブン･ディヴィッド･ロス教授によって開設された。特徴ある独立した研究機関であり哲学修士号と博士号を授与している。主に「学問の限界」を研究テーマとしており、その理解性、訓練至上主義などについて歴史的、制度的な側面からアプローチをかけている。修士課程に60～70名が、博士課程に5～10名の学生が研究活動を行っている。またPICはコミュニケーション学などを研究するCenter for Interdisciplinary Studies in Philosophy, Interpretation, and Cultureと提携研究を行っている。

- The Evolutionary Study Program (EvoS)：全米に先駆けて設立された研究機関であり人間の進化論を中心に文学、教育、芸術など様々なエリアにおける「進化」の洞察をおこなっている。主任研究員は文化人類学のデヴィッド･スローン･ウィルソン教授。

- Stirrings Still: The International Journal of Existential Literature：2003年、英語学部によって設立された総合ジャーナリズムと文学における研究所。

- Fernand Braudel Center for the Study of Economies, Historical Systems, and Civilizations (FBC)：経済、歴史、文明研究フェルナンド・ブローデル・センター。1979年、社会学者イマニュエル・ウォーラーステインを特任教授、及びセンター長（- 1999年）として招き設立。ウォーラーステインの提唱する「世界システム論」研究の中心として1980年代には世界各地から社会学の若手研究者を集めた。

その他ビンガムトン大学では多面的な学術研究が行われており、それらはユニヴァーシティ・センターの管轄下にある。これらの研究機関はさらに充実した設備と多岐に渡る学問のエキスパートを求めており国際的巨大コネクションを現在構築中である。
- Center for Advanced Microelectronics Manufacturing (CAMM)：高度ミクロ電子工学研究所。
- Center for Advanced Sensor Research and Environmental Systems (CASE)：高度センサー・リサーチ、環境研究所。
- Center for Cognitive and Psycholinguistic Sciences (CaPS)：認知心理言語科学研究所。
- Center for Developmental Psychobiology (CDP)：発達心理生物学研究所。
- Center for the Historical Study of Women and Gender (CHSWG)：歴史的女性学研究所。
- Center for Integrated Watershed Studies (CIWS)：
- The Center for Leadership Studies：リーダシップ論研究所。
- Center for Research on Learning and Teaching (CRLT)：教授法研究所。
- Center for Medieval and Renaissance Studies (CEMERS)：中世ルネッサンス研究所。
- Center for Research in Translation (CRIT)：通訳研究所。
- Center for Science, Mathematics and Technology Education (CSMTE)：科学、数学、技術教育研究所。
- Center for the Teaching of American History (CTAH)：米国史教授法研究所。
- Center on Democratic Performance (CoDP)：民主主義研究所。
- Institute for Materials Research (IMR)：人材研究所。
- Institute for Primary and Preventative Health Care (IPPH)：予防健康学研究所。
- Institute of Biomedical Technology (IBT)：生物医学研究所。
- Integrated Electronics Engineering Center (IEEC)：電子工学研究所。
- Public Archaeology Facility (PAF)：公立考古学学会。
- Roger L. and Mary F. Kresge Center for Nursing Research (KNCR)：看護学研究所。
- Institute for Child Development：児童発達学研究所。
- Institute of Global Cultural Studies (IGCS)：国際文化研究所。
- Computer Architecture and Poweraware Systems group (CAPS)：コンピュータ建築、パワーアウェア、グループ。
- Grid Computing laboratory (GRID)：コンピュータ研究所。

## 美術館
- ビンガムトン大学美術館（英語版）

## 学生寮
ビンガムトン大学にある学生寮は7つのコミュニティに分類されており、これはイギリスのオックスフォード大学をモデルとしている。以前学生寮コミュニティは大学院生が中心に住んでいたが現在は学部生も含む
- Dickinson：ニューヨーク州の開拓者ダニエル・S・ディキンソンから名付けられた。
- Newing：ビンガムトンエリアにある町の名前から名付けられた。全室が2人部屋。新入生（1年生）の入寮者が多い。
- College-in-the-Woods：イロコイ族の部族の名前から名付けられた。1人部屋から3人部屋まで用意されている。1～2年生が多い。
- Hinman：ニューヨーク州選出の上院議員サーヴェイ・D・ヒンマンより名付けられる。2人部屋のみ。
- Mountainview：ニューヨーク州の山より名付けられた。寮費がやや高め。
- Susquehana：ビンガムトン大学の横を流れるサスケハナ川より。上質な1人部屋が用意されている。寮費がやや高め。新入生（1年生）は入寮できない。
- Hillside：ビンガムトン大学の中で最も高度が高い位置にあるため。上質な1人部屋が用意されている。寮費がやや高め。新入生（1年生）入寮できない。

## ランキング

### 主要世界大学ランキング
- TIMES世界大学ランキング:351-400位 (2012-2013年)

### 米国内大学ランキング
- U.S. News & World Report 全米大学ランキング: 86位 (2017年)[7]
- U.S. News & World Report "Top Public Schools": 36位 (2017年)[7] 、ニューヨーク州立大学機構内1位
- Business Insider 公立大学ランキング: 10位 (2016年)[8]
- The Business Journal 公立大学ランキング: 18位 (2015年)[9]
- ブルームバーグビジネスウィーク 経営学部学士課程ランキング: 全米37位、公立13位 (2011年)[6]
- プリンストンレビュー"Best Value Colleges": 4位 (2012年)

### US NEWS主要研究課程ランキング(2017-2018年)
- 臨床心理学: 50位
- 政治学: 51位
- 英文学: 63位
- 歴史学: 69位
- 経済学: 72位
- 地球科学: 77位
- 心理学: 81位
- 社会学: 87位
- 数学: 87位
- 英語学: 91位

専門大学院
- 経営学: 77位
- 公共政策学: 63位

## 著名な出身者＆関係者
- アーノルド・J・レビン - 分子生物学者、ロックフェラー大学学長
- スタンリー・ウィッティンガム - ノーベル化学賞を吉野彰とともに2019年受賞。同校教授。
- トーマス・セクンダ（英語: Thomas Secunda） - ブルームバーグ共同創設者
- エレン・カプラン（英語: Elaine D. Kaplan） - 合衆国連邦請求裁判所判事
- ドナ・ルパード（英語: Donna Lupardo） - ニューヨーク州議会議員
- ハキーム・ジェフリーズ - 合衆国下院議員
- エイミー・デイシー（英語: Amy Dacey） - 民主党全国委員会のCEO
- ロナルド・エレンバーグ（英語: Ronald G. Ehrenberg） - 経済学者、コーネル大学高等教育研究所創設者
- デボラ・タネン - 言語学者、ジョージタウン大学教授
- エリン・カスチャック（英語: Ellyn Kaschak） - 臨床心理学者
- カミール・パーリア - 社会学者
- ノーマン・フィンケルスタイン - 政治学者
- トニー・カーンヘイザー（英語: Tony Kornheiser） - スポーツコラムニスト
- スコット・ダイアモンド - メジャーリーガー
- アート・スピーゲルマン - 漫画家 (代表作『マウス――アウシュヴィッツを生きのびた父親の物語』)、編集者
- マーク・ローレンス - 映画監督、脚本家 (代表作 "デンジャラス・ビューティー"シリーズなど)
- ポール・ライザー - 俳優 ("ビバリーヒルズ・コップ"、"エイリアン2"など)、脚本家、プロデューサー
- ウィリアム・ボールドウィン - 俳優 (主演代表作 "バックドラフト"など)
- ルーベン・サンチャゴ＝ハドソン - 俳優
- リー・ラナルド（英語: Lee Ranaldo）- ミュージシャン

## 学費・諸経費
- 学費 
  - 州内出身学生　$8,619 (約90万～100万)
  - 州外出身学生及び留学生 $20,259 (約200万～240万)
- 寮費：$3,000～$4,000（約35万～46万円）
- 食費：$1,700（約20万円）

上記は2セメスター分の学費と1セメスター寮費、入寮した場合の食費である。(寮によっては自炊が可能な場合もらりこの限りではない。)尚、学費に関しては大多数の学生が籍を置く学門Harpur College of Arts and Sciencesに沿ったものであり、理工学系、ビジネス系の学部はやや高額となっている。
1セメスターは約4ヵ月であり通常学生は2セメスター（秋学期、春学期）、8か月受講することが多いため、1年間にかかる学費は州内出身学生で$8,619、留学生及び州外出身学生で$20,259（約240万円）となっている。(数字は2015年度のもの）
上記をまとめると1年間(8ヵ月)在籍する場合、大学寮に住む学生の総経費は州内出身学生で約$18,000～20,000、州外出身学生及び留学生で約$29,000～30,000程かかる。（雑費は除く）
大学寮以外の地域に住まう場合は当然寮費と食費の支払いを強制されることは無いがキャンパスにいる可能性の高いランチ(昼食)の食費を払い込む学生はいる。ビンガムトン地域の物価は東京やニューヨーク市に比べると安く、家賃はルームシェアで300ドルほどからある。通学は車か、バスとなる。Off Campus College Transport Inc. (OCCT) が提供しているバスと、ビンガムトン市営のバスを無料で利用する事ができる（OCCTが提供するバスは深夜帯にも数本のサービスを提供しており、すべて生徒によって運営されている）。